# Antoni Abadal i Portella
Antoni Abadal i Portella (Avinyó, Bages, 1876 - 14 de març de 1929), fou un advocat, empresari agrícola i polític català.
Va estudiar Dret a la Universitat de Barcelona, per a un cop finalitzada la carrera incorporar-se al Col·legi d'Advocats de Manresa. El 1907 es féu construir una torre modernista obra de l'arquitecte Alexandre Soler i March, deixeble de Lluís Domènech i Montaner.
Pel que fa a la seva ideologia política, se'l considerava catalanista, conservador i catòlic. Així, el mes de febrer del 1912 s'incorporà a la Junta del Casal Regionalista de Manresa, que dirigia Leonci Soler i March. Exactament un any més tard ja va esdevenir videpresident de l'entitat, on es relacionà amb personatges il·lustres de l'època com Josep Coll i Roca, Josep Vives i Coll, Valeri Caldas, Agustí Coma, Ignasi Suaña, Francesc M. Capella o Francesc Torrella. Acte seguit, el 10 de març de 1913 ja es va presentar a les eleccions de la Diputació de Barcelona per la Lliga Regionalista, formant candidatura amb Iu Minoves i Anglerill (també regionalista), i Joan Maria Roma i Comamala (carlí). En aquestes eleccions, Abadal va quedar en primer lloc, obtenint un total d'11.197 vosts. Durant aquesta primera legislatura participà en diverses comissions. L'11 de març de 1917 es presentà a la reelecció en una nova contesa electoral, repetint la mateixa coalició que el 1913, i tornant a guanyar les eleccions amb un total d'11.105 vots. Finalment, en les eleccions provincials de 1921, el Casal Regionalista li demanà que es tornés a presentar. No obstant això, ell va decidir no acceptar la proposta per problemes de salut. De fet, al juny de 1925 quedà durant molt temps confinat a la seva torre d’Avinyó arran del seu precari estat, que finalment el va portar a morir el 14 de març de 1929.
Participà activament en la vida social i econòmica de la comarca del Bages. Fou membre fundador i vicepresident del Centre Excursionista del Bages (1905), on va fer amistat amb Fidel S. Riu i Dalmau. Seguidament, fou president de la Cambra Oficial Agrícola del Pla del Bages i impulsor del Sindicat Vinícola d’aquesta mateixa comarca.